# Warrior (альбом Кеши)
Warrior (рус. Воин) — второй студийный альбом американской певицы Кеши, вышедший в 30 ноября 2012 года на лейбле Kemosabe, отделении компании RCA. Диск является тематическим продолжением дебютного альбома певицы Animal и его переиздания Cannibal. Работа над материалом для альбома велась с 2011 года до августа 2012 года. Звучание диска охватывает жанры поп, EDM, хип-хоп, с ощутимым влиянием рок-музыки.
Продюсерами альбома выступили Dr. Luke, Max Martin, Shellback, Ammo и Benny Blanco. В создании альбома также приняли участие рок-музыкант Игги Поп, барабанщик Патрик Карни (The Black Keys), рок-группа The Flaming Lips и мама Кеши Пиб Себерт.
Warrior получил положительные отзывы от критиков, которые высоко оценили влияние рок-музыки и тексты песен. Альбом достиг шестой позиции в американском хит-параде Billboard 200, а также попал в чарты Великобритании, Австралии, Бельгии, Ирландии, Новой Зеландии и Испании.
Первым синглом из Warrior была выпущена песня «Die Young». Сингл стал коммерчески успешным, достигнув 2 позиции в американском чарте Billboard Hot 100, а также достиг высоких позиций в чартах Великобритании, Австралии, Бразилии, Канады, Новой Зеландии, Норвегии и Шотландии. Второй сингл «C’Mon» достиг 27-й позиции в Hot 100. Третий сингл, «Crazy Kids», достиг 40-й позиции в Hot 100 и получил поддержку в виде ремиксов от рэперов will.i.am и Juicy J. В дополнению к альбому был выпущен акустический мини-альбом, Deconstructed, в который вошли перезаписанные версии четырёх песен Кеши и кавер версия песни Долли Пертон «Old Flames Can’t Hold a Candle to You». В поддержу альбома, певица отправилась в совместный концертный тур с рэпером Питбулем — North American Tour 2013, и в свой второй сольный тур — Warrior.

## Предыстория и запись
В 2010 году в интервью для MTV, Кеша рассказала, что её второй альбом будет отличаться от её первого, в частности отметив, что он будет отражать её рост как исполнителя.
Певица начала писать песни для нового альбома во время своего первого мирового тура Get Sleazy Tour в 2011 году, но полноценная работа над ним не началась, пока не завершилось турне.
В 2011 году Кеша на время отвлеклась от музыки для участия в других проектах. Певица вступила в организацию Humane Society, стала их глобальным послом, и сняла документальный фильм для канала National Geographic Channel. Кеша начала записывать альбом в 2011 году, после своего путешествия.
В феврале 2012 года в интервью для журнала Glamour Кеша сказала, что берёт уроки игры на гитаре и планирует включить гитарное звучание в новый альбом.
Кеша работала с Лукашем Готвальдом и Максом Мартином над некоторыми треками для альбома. Так же она выразила желание о сотрудничестве с дуэтом Dust Brothers, которые работали с Rolling Stones, Beastie Boys и Beck. Друг Кеши Пол Николс был назван возможным участником создания альбома. Однако это сотрудничество не произошло. Согласно информации MTV, Кеша и Dr.Luke вошли в студию для записи альбома в январе 2012 года. Уэйн Койн из группы The Flaming Lips, впервые выразил желание поработать с Кешей в январе 2012 года. В феврале The Flaming Lips и Кеша записали песню «2012», которая вошла в альбом The Flaming Lips and Heady Fwends.
Уэйн Койн принял участие в записи композиции «You Control My Heart». В общей сложности Кеша и Койн создали семь треков. В марте 2012 года через свой аккаунт в Twitter сообщила, что в записи альбома принял участие Benny Blanco. В студии звукозаписи они создали трек в стиле «cock-pop». Этим треком является песня «Thinking of You».
В марте 2011 года, в интервью для Beatweek Magazine, Кеша сказала, что уже придумала название для нового альбома, обозначив его как «мираж на горизонте». Однако в мае 2012 года для журнала Billboard Кеша сообщила, что альбом ещё не получил названия.
В середине апреля в журнале Billboard появилась статья, что шотландский диджей Кельвин Харрис участвует в записи материала для альбома, но над какими именно композициями работал Харрис не указывалось.
С 18 сентября певица через свою страницу в социальной сети Twitter начала выкладывать фотографии букв, которые предположительно составляли название альбома. Позже это было подтверждено, когда стало известно название и треклист альбома.
Кеша объяснила, что она черпала своё вдохновение во время гастрольного тура.
Изначально альбом мог выйти в конце 2011 года, но перенос даты выхода альбома произошёл потому, что Кеша хотела добавить в поп-музыку больше рок-звучания. Также выход альбома был намечен на май 2012 года, но в дальнейшем был перенесен на 4 декабря 2012 года.
На создание альбома Кешу вдохновили исполнители 1970-х годов, такие как: Led Zeppelin, AC/DC, Игги Поп.

## Музыка и лирика
В отличие от дебютного альбома, Warrior содержит рок-композиции, вдохновленные музыкой 1970-х годов. Песня «Supernatural» содержит элементы стиля дабстэп, а лирика повествует о сексуальном опыте с призраком.
На создание трека «Dirty Love» Кешу вдохновило творчество Игги Попа, песня представляет собой сплав гаражного рока и панк-рока. Композиции «Warrior» и «Crazy Kids» записаны в стиле электро-хаус. «Only Wanna Dance With You» и «Gold Trans Am» представлены в стиле электро-рок. Кантри-рок-песня «Wonderland» повествует о мечте вернутся в детство.

## Отзывы и критика
| Совокупная оценка    | Совокупная оценка |
| Источник             | Оценка            |
| -------------------- | ----------------- |
| Metacritic           | 71/100            |
| Оценки критиков      |                   |
| Источник             | Оценка            |
| Allmusic             | [ 24 ]            |
| The A.V. Club        | B                 |
| Entertainment Weekly | B                 |
| The Guardian         | [ 27 ]            |
| Los Angeles Times    | [ 28 ]            |
| New York Times       | положительный     |
| PopMatters           | 7/10              |
| Rolling Stone        | [ 31 ]            |
| Slant Magazine       | [ 32 ]            |
| Spin                 | 7/10              |

Альбом Warrior получил положительные отзывы от критиков. На сайте Metacritic альбом получил 71 балл и 100, основываясь на 18 отзывах от критиков. Мелисса Мерц из Entertainment Weekly дала альбому положительную оценку. Drowned in Sound оценил альбом в восемь баллов из десяти возможных, добавив: «Warrior не скучен и интересен. Во многих композициях непредсказуем».
Ник Левин из BBC Music также положительно оценил альбом. В рецензии он написал: «Кеша смогла хранить своё звучание, расширив его и создав приятный альбом».

## Коммерческий успех
Warrior дебютировал на 6 месте в Billboard 200, с продажами в 85 000 проданных копий. Также заглавный трек «Warrior» и песня «Thinking of You», достигли вошли в Bubbling Under Hot 100 на 25 и 14 места соответственно. В Великобритании Warrior стартовал с 66 позиции с объёмом продаж 5525 копий. Через неделю он выбыл из чарта, а на следующей недели вернулся на 60 место.

## Синглы
Первым синглом из альбома стала песня «Die Young», релиз сингла состоялся 25 сентября. Авторами песни выступили Кеша, Лукаш Готвальд, Бенджамин Benny Blanco Левин, Henry Walter и Nate Ruess из группы Fun. Первое 35 секундное видео-превью, было выложено Кешей на её канале на YouTube 12 сентября 2012 года. Второе 29 секундное видео-превью было выложено на том же канале 17 сентября 2012 года. Релиз песни в Европе состоялся 18 ноября 2012 года, а в Великобритании 25 ноября 2012 года. «Die Young» стал международным хитом, достигнув второго места в Billboard Hot 100. Продажи сингла и ротации на радио упали после трагедии в школе Сэнди-Хук.
Песня «C’Mon» которая изначально была издана в качестве промосингла 16 ноября 2012. В декабре Кеша объявила, что «C’Mon» станет вторым синглом. Официальный релиз песни состоялся на радио 7 января 2013 года.Трек достиг 27 позиции в американском чарте синглов Billboard Hot 100. В Британском чарте песня не достигла сорока лучших песен. Официальное лирикс-видео на песню было выпущено 7 декабря 2012 года.
«Crazy Kids» выбрана третьим синглом из альбома. Было принято решение издать синглом ремикс-версию трека, записанную с will.i.am, релиз которого состоялся 29 апреля и 7 мая 2013 года. Для цифровой загрузки трек стал доступен 30 апреля 2013 года. Существует также ещё два официальных ремикса, записанных с рэперами Pitbull и Juicy J. Версия с Juicy J вышла на радио и стала доступна для цифровой загрузки 21 мая 2013 года. В Hot 100 сингл достиг 40-й позиции.

## Список композиций
| №                   | Название                                | Автор(ы)                                                                         | Продюсер(ы)                                 | Длительность |
| ------------------- | --------------------------------------- | -------------------------------------------------------------------------------- | ------------------------------------------- | ------------ |
| 1.                  | «Warrior»                               | Кеша Себерт, Пиб Себерт, Лукаш Готвальд, Генри Уолтер, Макс Мартин               | Dr. Luke, Cirkut, Макс Мартин,              | 4:00         |
| 2.                  | «Die Young»                             | К. Себерт, Готвальд, Бенджамин Левин, Уолтер, Нейт Рюсс                          | Dr. Luke, Cirkut, Бенни Бланко              | 3:31         |
| 3.                  | «C’Mon»                                 | К. Себерт, Готвальд, Левин, Мартин, Бонни Макки, Уолтер                          | Dr. Luke, Cirkut, Бенни Бланко, Макс Мартин | 3:34         |
| 4.                  | «Thinking of You»                       | К. Зеберт, Готвальд, Вальтер, Левин, Клас Олунд, Аммар Малик, Даниэль Омелио     | Dr. Luke, Cirkut, Бенни Бланко              | 3:04         |
| 5.                  | «Crazy Kids»                            | К. Себерт, will.i.am, Готвальд, Левин, Вальтер                                   | Dr. Luke, Cirkut, Бенни Бланко              | 3:50         |
| 6.                  | «Wherever You Are»                      | К. Себерт, Готвальд, Мартин, Вальтер                                             | Dr. Luke, Cirkut, Макс Мартин               | 3:58         |
| 7.                  | «Dirty Love» (при участии Игги Попа)    | К. Себерт, П. Себерт, Мэтт Сквайр, Готвальд, Уолтер, Игги Поп                    | Dr. Luke, Cirkut, Мэтт Сквайр               | 2:44         |
| 8.                  | «Wonderland»                            | К. Себерт, П. Себерт, Аллан Григг, Готвальд, Вальтер                             | Dr. Luke, Cirkut, Kool Kojak                | 3:42         |
| 9.                  | «Only Wanna Dance with You»             | К. Себерт, Готвальд, Мартин, Вальтер                                             | Dr. Luke, Cirkut, Макс Мартин               | 3:31         |
| 10.                 | «Supernatural»                          | К. Себерт, Готвальд, Вальтер, Мартин, Левин, Ник Кершоу                          | Dr. Luke, Cirkut, Бенни Бланко, Макс Мартин | 4:10         |
| 11.                 | «All That Matters (The Beautiful Life)» | К. Себерт, Лукас Гильберт, Саван Котеча, Александр Кронлунд, Карл Шустер, Мартин | Max Martin, Shellback                       | 3:37         |
| 12.                 | «Love Into the Light»                   | К. Себерт, Грег Керстин                                                          | Грег Керстин                                | 4:46         |
| Общая длительность: | Общая длительность:                     | Общая длительность:                                                              | Общая длительность:                         | 44:27        |

| №                   | Название            | Автор(ы)                                           | Продюсер(ы)                                  | Длительность |
| ------------------- | ------------------- | -------------------------------------------------- | -------------------------------------------- | ------------ |
| 13.                 | «Last Goodbye»      | К. Зеберт, Готвальд, Вальтер, Левин, Малик, Омелио | Dr. Luke, Cirkut, Бенни Бланко               | 3:50         |
| 14.                 | «Gold Trans Am»     | К. Себерт, П. Себерт, Готвальд, Вальтер, Григг     | Dr. Luke, Cirkut, Kool Kojak                 | 3:20         |
| 15.                 | «Out Alive»         | К. Себерт, П. Себерт, Джошуа Коулман, Матье Жомф   | Ammo, Billboard                              | 3:31         |
| 16.                 | «Past Lives»        | К. Себерт, Уэйн Койн, Стивен Дрозд, Бен Фолдс      | The Flaming Lips, Stardeath and White Dwarfs | 3:35         |
| Общая длительность: | Общая длительность: | Общая длительность:                                | Общая длительность:                          | 58:43        |

| №   | Название                                                         | Автор(ы)                                                                                | Продюсер(ы)                    | Длительность |
| --- | ---------------------------------------------------------------- | --------------------------------------------------------------------------------------- | ------------------------------ | ------------ |
| 17. | «Die Young» (Dallas · K · Club Mix)                              | К. Себерт, Рюсс, Готвальд, Левин, Вальтер                                               | Dr. Luke, Бенни Бланко, Cirkut | 5:52         |
| 18. | «Die Young» (My Digital Enemy Remix)                             | К. Себерт, Рюсс, Готвальд, Левин, Вальтер                                               | Dr. Luke, Бенни Бланко, Cirkut | 5:46         |
| 19. | «Die Young» (ремикс при участии Juicy J, Уиз Халифа и Бекки Джи) | К. Себерт, Рюсс, Готвальд, Левин, Вальтер, Джордан Хьюстон, Кэмерон Томас, Рэбека Гомес | Dr. Luke, Бенни Бланко, Cirkut | 4:05         |

| №                   | Название                                | Автор(ы)                                                                            | Продюсер(ы)              | Длительность |
| ------------------- | --------------------------------------- | ----------------------------------------------------------------------------------- | ------------------------ | ------------ |
| 1.                  | «Old Flames Can’t Hold a Candle to You» | Пиб Себерт, Хью Моффатт                                                             | Грег Керстин, Шон Чимино | 3:40         |
| 2.                  | «Blow»                                  | Кеша Себерт, Клас Олунд, Лукаш Готтвальд, Аллан Григг, Бенджамин Левин, Макс Мартин | Керстин                  | 3:12         |
| 3.                  | «The Harold Song»                       | К. Себерт, Джошуа Коулман                                                           | Керстин, Чимино          | 4:55         |
| 4.                  | «Die Young»                             | К. Себерт, Готвальд, Левин, Генри Уолтер, Нейт Рюсс                                 | Керстин                  | 3:22         |
| 5.                  | «Supernatural»                          | К. Себерт, Готвальд, Вальтер, Левин, Мартин, Ник Кершоу                             | Керстин, Чимино          | 4:27         |
| Общая длительность: | Общая длительность:                     | Общая длительность:                                                                 | Общая длительность:      | 18:56        |

- Все бонус-треки японского лимитированного издания имеют пометку «Deconstructed Mix».

## Хит-парады
| Чарт (2012)                      | Высшая позиция |
| -------------------------------- | -------------- |
| Австралия (ARIA)                 | 12             |
| Австрия (Ö3 Austria)             | 44             |
| Бельгия/Фландрия (Ultratop)      | 117            |
| Бельгия/Валлония (Ultratop)      | 129            |
| Бразилия (ABPD)                  | 4              |
| Чехия (ČNS IFPI)                 | 35             |
| Канада (Canadian Albums Chart)   | 10             |
| Франция (SNEP)                   | 156            |
| Германия (Offizielle Top 100)    | 81             |
| Греция (IFPI)                    | 5              |
| Ирландия (IRMA)                  | 64             |
| Италия (Classifica album)        | 79             |
| Япония (Oricon)                  | 17             |
| Новая Зеландия (RMNZ)            | 30             |
| Мексика (Top 100 Mexico)         | 15             |
| Польша (ZPAV)                    | 70             |
| Испания (PROMUSICAE)             | 50             |
| Швейцария (Schweizer Hitparade)  | 63             |
| Великобритания (UK Albums Chart) | 60             |
| США (Billboard 200)              | 6              |

| Чарт (2013)         | Позиция |
| ------------------- | ------- |
| США (Billboard 200) | 92      |

## Сертификации
| Регион                                                                      | Сертификация | Продажи |
| --------------------------------------------------------------------------- | ------------ | ------- |
| США (RIAA)                                                                  | Золотой      | 500 000 |
| Данные о продажах + прослушиваниях приведены только на основе сертификации. |              |         |

## Релиз
| Страна         | Дата             | Формат                   | Лейбл                         | версия                             |
| -------------- | ---------------- | ------------------------ | ----------------------------- | ---------------------------------- |
| Австралия      | 30 ноября, 2012  | CD, цифровая дистрибуция | Sony Music                    | Стандартное, делюксовое            |
| Новая Зеландия | 30 ноября, 2012  | CD, цифровая дистрибуция | Sony Music                    | Стандартное, делюксовое            |
| Великобритания | 3 декабря, 2012  | CD, цифровая дистрибуция | Columbia Records              | Стандартное, делюксовое            |
| США            | 4 декабря , 2012 | CD, цифровая дистрибуция | Kemosabe Records, RCA Records | Стандартное, делюксовое, фанатское |
| Филиппины      | 7 декабря, 2012  | CD                       | Ivory Music                   | Делюксовое                         |
| Япония         | 30 января, 2013  | CD                       | Sony Music                    | Ограниченное делюксовое            |